# Реформисти Војводине
Реформисти Војводине је политичка странка у Србији. Њен председник је Недељко Шљиванац. Сепаратистичка је странка која се залаже за већу аутономију Војводине у Србији.

## Политички циљеви
Странка је социјалдемократске оријентације и залаже се да држава треба да буде децентрализована, са аутономним покрајинама и регионима који би имали различите нивое аутономије, као и са локалном управом.
Такође тврди да Војводина треба да има пуну аутономију, са законодавним, судским и извршним надлежностима у свим областима, осим у оним које би биле резервисане за државу (одбрана, монетарна политика, спољна политика, царина, државна безбедност).

## Списак председника
- Драгослав Петровић (1990—1996)
- Ратко Филиповић (1996—1998)
- Миодраг Исаков (1998—2007)
- Недељко Шљиванац (2007—данас)